# Obervachenau
Obervachenau war ein Ortsteil der Gemeinde Ruhpolding im oberbayerischen Landkreis Traunstein.
Der frühere Weiler ist zwischenzeitlich mit dem Gemeindeteil Wasen verbunden und bildet dessen Ostteil.
In den Amtlichen Ortsverzeichnissen wird der Ortsteil letztmals mit den Daten der Volkszählung 1925 in der Ausgabe von 1928 getrennt aufgeführt, damals mit sechs Wohngebäuden und 27 Einwohnern. In der Ausgabe von 1952 wird er zusammen mit Wasen genannt als „Waasen m. Obervachenau“ und in der Ausgabe von 1964 wird der Ort genannt als „Obervachenau, mit Wasen verbunden“, jedoch keine Zahlen ausgewiesen. Ab 1970 wird der Ort nicht mehr genannt.
Der Ort war ein Teil der Gemeinde Vachenau, die 1882 nach Ruhpolding eingemeindet wurde.